# Eglė Šulčiūtė
Eglė Šulčiūtė, née le 31 août 1985 à Marijampolė, est une joueuse lituanienne de basket-ball, évoluant au poste de pivot.

## Biographie
Elle reste seulement quelques mois à Mondeville avant de partir pour Galatasaray. Pour 2012-2013, elle s'engage avec Salamanque.
Après un arrêt d'un an pour cause de maternité, elle renoue avec la compétition en disputant quatre rencontres à l'été 2014 dans le cadre des qualifications pour l'Euro 2015 (4.8 points par rencontre en 11 minutes de jeu), puis signe pour la saison 2014-2015 avec le club lituanien de KK Utena, qualifié en Eurocoupe.
New head coach of  is making his mark on the team by adding his fellow countrywoman – forward  
Ses statistiques en Eurocoupe sont de 11,7 points et 5,7 rebonds. Pour la saison 2015-2016, elle recrutée par le nouveau coach lituanien du club polonais du Sleza Wroclaw, Algirdas Paulauskas.
Elle effectue la préparation pour l'Euro 2015, mais n'est pas conservée dans la sélection finale de la Lituanie.

## Club
- 1998-2007 :  Lietuvos telekomas Vilnius
- 2007-2008 :  Lavezzini Parma
- 2008-2009 :  Club Atletico Faenza
- 2009-2011 :  Real Club Celta Vigo
- 2011-2012 :  USO Mondeville
- 2011-2012 :  Galatasaray SK
- 2012-2013 :  Perfumerias Avenida Salamanque
- 2014-2015 :  KK Utena
- 2015-2016 :  Sleza Wroclaw
- 2016-2017 :  San Martino di Lupari
- 2017-2018 :  Saint-Amand Hainaut Basket

## Palmarès

### Sélection nationale
- Championnat du monde
  - 6e du Championnat du monde 2006 au Brésil
  - 11e du Championnat du monde 2002 en Chine
- Championnat d'Europe
  - 4e Championnat d'Europe 2005 en Turquie